# Liste der Landschaftsschutzgebiete in Tirol
Im Bundesland Tirol gibt es 17 Landschaftsschutzgebiete (LSG), die auf Grund einzelner Tiroler Landesgesetze ausgewiesen sind.

## Das Landschaftsschutzgebiet im Tiroler Naturschutzrecht
Das „Tiroler Naturschutzgesetz 2005“ (TNSchG 2005) trifft im Abschnitt II umfassende Regelungen über Landschaftsschutz (§ 5 Allgemeine Verbote, § 6 Allgemeine Bewilligungspflicht und Detailregelungen zu Gewässern, Auwäldern und Feuchtgebieten §§ 7–9). Landschaftsschutzgebiete als spezielle Schutzkategorie sind im § 10 erklärt, und sind

„außerhalb geschlossener Ortschaften gelegene Gebiete von besonderer landschaftlicher Eigenart oder Schönheit […].“

Schutzziel ist der „sich daraus ergebende Erholungswert“ (§ 10 Abs. 2 TNSchG), der Schutz von Tieren und Pflanzen tritt hier in den Hintergrund.
Erklärt werden Landschaftsschutzgebiet durch Verordnung der Landesregierung. Einer naturschutzrechtlichen Bewilligung – sofern das für das Schutzziel „erforderlich“ ist – bedürfen etwa gröbere Baumaßnahmen (Bauwerke wie Grundbau, § 10 Abs. 2 a–d), Neuaufforstungen (2 e), aber auch jede „erhebliche“ Lärmentwicklung und die Verwendung von Kraftfahrzeugen (2 e,f), sowie – mit Ausnahmen – Außenlandungen und -abflüge mit motorbetriebenen Luftfahrzeugen. Schutzmaßnahmen wie Ausnahmen werden in den Einzelverordnungen für den gesamten Bereich, oder Teile, konkretisiert.

## Liste der Landschaftsschutzgebiete
| Foto |  | Name                                    | ID     | Bezirk                          | Standort                                                                               | Beschreibung | Fläche    | Datum      |
| ---- |  | --------------------------------------- | ------ | ------------------------------- | -------------------------------------------------------------------------------------- | --- | --------- | ---------- |
| 1    |  | Achstürze–Piburger See                  | Quelle | Imst                            | Oetz Standort                                                                          | Teil des Naturpark Ötztal                                                                                       | 204,64 ha | 1983       |
| 1    |  | Arzler Pitzeklamm                       | Quelle | Imst                            | Arzl im Pitztal Standort                                                               | auch FFH-Gebiet (Habitatschutz), Teil des Naturpark Kaunergrat                                                  | 31,26 ha  | 01.08.2003 |
| 1    |  | Bärenkopf                               | Quelle | Schwaz                          | Eben am Achensee, Jenbach Standort                                                     | Teil des Alpenpark Karwendel                                                                                    | 13 km²    | 1989       |
| 1    |  | Falzthurntal–Gerntal                    | Quelle | Schwaz                          | Eben am Achensee Standort                                                              | Teil des Alpenpark Karwendel                                                                                    | 875,34 ha | 1989       |
| 1    |  | Großer Ahornboden                       | Quelle | Schwaz                          | Vomp Standort                                                                          | grenzübergreifend mit Bayern (Kleiner Ahornboden), 1928 als Banngebiet deklariert, Teil des Alpenpark Karwendel | 267,28 ha | 1989       |
| 0 BW |  | Hefferthorn-Fellhorn-Sonnenberg         | Quelle | Kitzbühel                       | Kirchdorf in Tirol, Kössen, Waidring Standort                                          | | 70 km²    | 1983       |
| 0 BW |  | Kerschbaumertal und Galitzenbachgraben  | Quelle | Lienz                           | Amlach Standort                                                                        | | 399,72 ha | 1986       |
| 0 BW |  | Martinswand–Solstein–Reitherspitze      | Quelle | Innsbruck-Stadt, Innsbruck-Land | Innsbruck, Zirl, Reith bei Seefeld Standort                                            | Teil des Alpenpark Karwendel                                                                                    | 49 km²    | 1989       |
| 0 BW |  | Mieminger Plateau                       | Quelle | Imst                            | Nassereith, Obsteig Standort                                                           | | 919,81 ha | 1981       |
| 0 BW |  | Mösli                                   | Quelle | Landeck                         | Flirsch Standort                                                                       | | 207,52 ha | 2010       |
| 0 BW |  | Nordkette                               | Quelle | Innsbruck-Stadt, Innsbruck-Land | Absam, Rum, Thaur Standort                                                             | Teil des Alpenpark Karwendel                                                                                    | 18 km²    | 1989       |
| 0 BW |  | Nösslachjoch–Obernberger See–Tribulaune | Quelle | Innsbruck-Land                  | Gries am Brenner, Gschnitz, Obernberg am Brenner, Trins Standort                       | | 93 km²    | 1984       |
| 1    |  | Patscherkofel–Zirmberg                  | Quelle | Innsbruck-Land                  | Aldrans, Ellbögen, Lans, Patsch, Rinn, Sistrans Standort                               | | 16 km²    | 2005       |
| 0 BW |  | Riegetal                                | Quelle | Imst                            | Jerzens Standort                                                                       | Teil des Naturpark Kaunergrat                                                                                   | 413,88 ha | 2003       |
| 0 BW |  | Serles–Habicht–Zuckerhütl               | Quelle | Innsbruck-Land                  | Fulpmes, Gschnitz, Mieders, Neustift im Stubaital, Steinach am Brenner, Trins Standort | | 184 km²   | 1984       |
| 0 BW |  | Spertental–Rettenstein                  | Quelle | Kitzbühel                       | Kirchdorf in Tirol Standort                                                            | | 41 km²    | 1984       |
| 1    |  | Vorberg                                 | Quelle | Innsbruck-Land, Schwaz          | Absam, Gnadenwald, Terfens, Vomp Standort                                              | Teil des Alpenpark Karwendel                                                                                    | 25 km²    | 1989       |

| Foto:                    | Fotografie des Naturdenkmals. Klicken des Fotos erzeugt eine vergrößerte Ansicht. Daneben finden sich zwei Symbole: \| Weitere Bilder vorhanden \| Das Symbol bedeutet, dass weitere Fotos des Objekts verfügbar sind. Durch Klicken des Symbols werden sie angezeigt. \| \| Eigenes Foto hochladen \| Durch Klicken des Symbols können weitere Fotos des Objekts in das Medienarchiv Wikimedia Commons hochgeladen werden. \| |
| Name:                    | Bezeichnung des Naturdenkmals laut offiziellen Quellen |
| ID                       | Identifikator |
| Standort:                | Es ist die Gemeinde und falls vorhanden die Adresse angegeben. Darunter sind die Katastralgemeinde (KG) und die Grundstücksnummer angeführt. Durch Aufruf des Links Standort wird die Lage des Denkmals in verschiedenen Kartenprojekten angezeigt. |
| Beschreibung             | Kurze Beschreibung des Naturdenkmals |
| Fläche                   | Fläche des Naturdenkmals in Hektar (ha) |
| Datum                    | Datum oder Jahr der Unterschutzstellung |
| Weitere Bilder vorhanden | Das Symbol bedeutet, dass weitere Fotos des Objekts verfügbar sind. Durch Klicken des Symbols werden sie angezeigt. |
| Eigenes Foto hochladen   | Durch Klicken des Symbols können weitere Fotos des Objekts in das Medienarchiv Wikimedia Commons hochgeladen werden. |

In Summe sind in Tirol 54.312,08 ha in Landschaftsschutzgebieten oder 16,8 % der gesamten landesrechtlichen Schutzfläche geschützt.